# Yoshihito Nishioka
 Yoshihito Nishioka  (Tsu; 27 de septiembre de 1995) es un tenista profesional japonés.

## Biografía
Comenzó a jugar tenis a los cuatro años, con su padre Norio, un entrenador de tenis. Si no hubiera sido jugador de tenis, le habría gustado ser un jugador de fútbol. Su superficie favorita son las pistas duras y su tiro el revés. 

## Carrera
Su máximo ídolo es Marcelo Ríos. Emplea una raqueta del modelo Yonex VCore 98. Su mejor ranking individual es el N.º 33 alcanzado en enero de 2023.
Ha logrado hasta el momento 2 títulos ATP.

## Títulos ATP (3; 3+0)

### Individual (3)
| Leyenda                   |
| Grand Slam (0)            |
| ATP World Tour Finals (0) |
| ATP Masters 1000 (0)      |
| ATP World Tour 500 (0)    |
| ATP World Tour 250 (3)    |

| N.º | Fecha                    | Torneo   | Superficie | Oponente en la final  | Resultado        |
| --- | ------------------------ | -------- | ---------- | --------------------- | ---------------- |
| 1.  | 30 de septiembre de 2018 | Shenzhen | Dura       | Pierre-Hugues Herbert | 7-5, 2-6, 6-4    |
| 2.  | 2 de octubre de 2022     | Seúl     | Dura       | Denis Shapovalov      | 6-4, 7-6(5)      |
| 3.  | 28 de julio de 2024      | Atlanta  | Dura       | Jordan Thompson       | 4-6, 7-6(2), 6-2 |

#### Finalista (3)
| N.º | Fecha                    | Torneo       | Superficie | Oponente en la final | Resultado        |
| --- | ------------------------ | ------------ | ---------- | -------------------- | ---------------- |
| 1.  | 23 de febrero de 2020    | Delray Beach | Dura       | Reilly Opelka        | 5-7, 7-6(4), 2-6 |
| 2.  | 7 de agosto de 2022      | Washington   | Dura       | Nick Kyrgios         | 4-6, 3-6         |
| 3.  | 26 de septiembre de 2023 | Zhuhai       | Dura (i)   | Karen Khachanov      | 6-7(2), 1-6      |

## ATP Challenger Tour

### Individuales
| N.º | Fecha      | Torneo                 | Superficie  | Oponentes en la final | Resultado       |
| --- | ---------- | ---------------------- | ----------- | --------------------- | --------------- |
| 1.  | 07.09.2014 | Challenger de Shanghái | Dura        | Somdev Devvarman      | 6-4, 6-75, 7-63 |
| 2.  | 29.11.2015 | Challenger de Toyota   | Carpeta (i) | Alexander Kudryavtsev | 6-3, 6-4        |
| 3.  | 09.07.2016 | Challenger de Winnetka | Dura        | Frances Tiafoe        | 6-3, 6-2        |
| 4.  | 26.11.2016 | Challenger de Astaná   | Dura (i)    | Denis Istomin         | 6-4, 46-7, 7-63 |
| 5.  | 13.05.2018 | Challenger de Gimcheon | Dura        | Vasek Pospisil        | 6-4, 7-5        |
| 6.  | 30.01.2022 | Challenger de Columbus | Dura (i)    | Dominic Stricker      | 6-2, 6-4        |